# (536) Мерапи
(536) Мерапи (индон. Merapi) — астероид внешней части главного пояса, который был открыт 11 мая 1904 года американским астрономом Джорджем Генри Питерсом в Американской военно-морской обсерватории, в Вашингтоне и назван в честь Мерапи, действующего вулкана в Инденезии на острове Суматра. Джордж Питерс был участником экспедиции на Мерапи, где он наблюдал полное солнечное затмение 17 мая 1901 года. 

Орбита астероида Мерапи и его положение в Солнечной системе
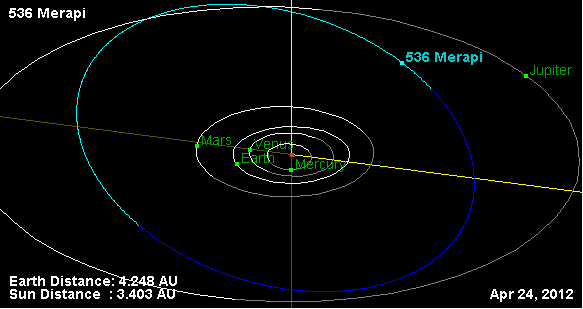
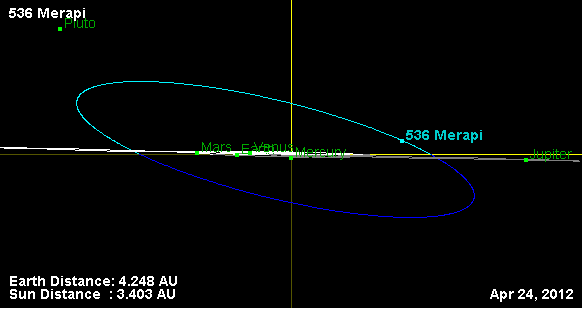